# Cerreto Castello

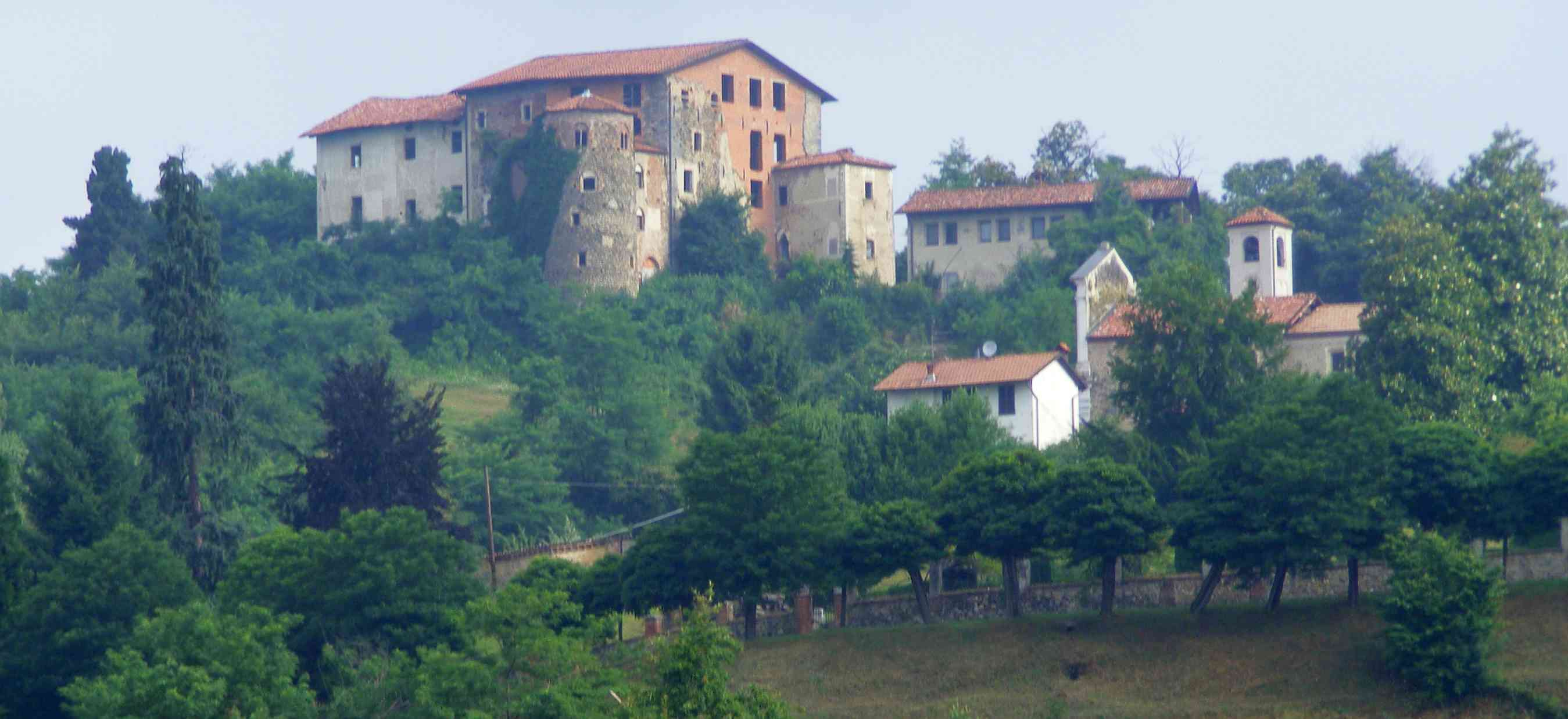

Cerreto Castello ist eine Fraktion (Ortsteil, ital. frazione) der Gemeinde Quaregna Cerreto mit zuletzt 615 Einwohnern (Stand: 30. Juni 2017) in der italienischen Provinz Biella (BI), Region Piemont.
Zum 1. Januar 2019 bildete Cerreto Castello mit Quaregna die neue Gemeinde Quaregna Cerreto.

## Geographie
Das frühere Gemeindegebiet umfasste eine Fläche von zwei Quadratkilometern.

## Kulinarische Spezialitäten
In der Umgebung von Cerreto Castello wird Weinbau betrieben. Das Rebmaterial findet Eingang in den DOC-Wein Coste della Sesia.